# Northeast McHenry, Bắc Dakota
Northeast McHenry là một lãnh thổ chưa tổ chức thuộc quận McHenry, tiểu bang Bắc Dakota, Hoa Kỳ. Năm 2010, dân số của nơi này là 98 người.